# The Business (chanson)
Pour les articles homonymes, voir The Business.
Singles de Tiësto
Coffee (Give Me Something)
(2020) The Business, Pt. II
(2021)
The Business est une chanson du disc jockey néerlandais Tiësto avec la voix non créditée du chanteur anglais James “Yami” Bell. Elle est sortie en single le 25 août 2020 sous les labels Musical Freedom et Atlantic. La chanson a été écrite par Tiësto, James Bell, Julia Karlsson et Anton Rundberg. Elle est produite par Tiësto et le producteur suédois Anton "Hightower" Rundberg.
Le 21 janvier 2021, Tiësto sort une version nommée The Business, Pt. II, en collaboration avec le rappeur américain Ty Dolla $ign.

## Liste de titres
| 1. | The Business | 2:44 |

| 1. | The Business (220 Kid Remix) | 3:19 |

| 1. | The Business (SWACQ Remix) | 2:49 |

| 1. | The Business (Vintage Culture & Dubdogz Remix) | 3:09 |

| 1. | The Business (Vintage Culture & Dubdogz Remix) | 3:09 |
| 2. | The Business (SWACQ Remix)                     | 2:49 |
| 3. | The Business (220 Kid Remix)                   | 3:19 |
| 4. | The Business (Sparkee Remix)                   | 3:02 |
| 5. | The Business, Pt. II (Clean Bandit Remix)      | 3:04 |
| 6. | The Business, Pt. II                           | 2:44 |

## Crédits
Crédits adaptés depuis Tidal.
- Tijs Verwest (Tiësto) – écriture, production
- Anton Rundberg (Hightower) – écriture, co-production
- James "Yami" Bell – écriture, voix
- Julia Karlsson  – écriture, production vocale

## Classements et certifications
| Classement (2020–21)                    | Meilleure position |
| --------------------------------------- | ------------------ |
| Allemagne (GfK Entertainment)           | 6                  |
| Australie (ARIA)                        | 4                  |
| Autriche (Ö3 Austria Top 40)            | 16                 |
| Belgique (Flandre Ultratop 50 Singles)  | 2                  |
| Belgique (Flandre Ultratop 50 Dance)    | 1                  |
| Belgique (Wallonie Ultratop 50 Singles) | 2                  |
| Belgique (Wallonie Ultratop 50 Dance)   | 3                  |
| Canada (Hot 100)                        | 13                 |
| CEI (Tophit)                            | 2                  |
| Chili (Monitor Latino Anglo)            | 16                 |
| Croatie (HRT)                           | 2                  |
| Danemark (Tracklisten)                  | 4                  |
| Équateur (Monitor Latino Anglo)         | 7                  |
| États-Unis (Hot Dance/Electronic Songs) | 6                  |
| États-Unis (Dance/Mix Show Airplay)     | 1                  |
| France (SNEP)                           | 62                 |
| France (SNEP Ventes)                    | 179                |
| Global 200 (Billboard)                  | 12                 |
| Grèce (IFPI)                            | 5                  |
| Hongrie (Rádiós Top 40)                 | 6                  |
| Hongrie (Single Top 40)                 | 1                  |
| Hongrie (Dance Top 40)                  | 1                  |
| Hongrie (Stream Top 40)                 | 1                  |
| Irlande (Irish Singles Chart)           | 1                  |
| Israël (Media Forest)                   | 2                  |
| Italie (FIMI)                           | 34                 |
| Liban (OLT20)                           | 2                  |
| Lituanie (AGATA)                        | 1                  |
| Mexique (México Airplay)                | 3                  |
| Norvège (VG-lista)                      | 10                 |
| Nouvelle-Zélande (RMNZ)                 | 21                 |
| Pays-Bas (Nederlandse Top 40)           | 1                  |
| Pays-Bas (Single Top 100)               | 1                  |
| Pologne (ZPAV)                          | 2                  |
| Portugal (AFP)                          | 7                  |
| Royaume-Uni (UK Singles Chart)          | 3                  |
| Royaume-Uni (UK Dance Chart)            | 2                  |
| Russie (Tophit Radio Top 100)           | 2                  |
| Slovaquie (IFPI Rádio)                  | 1                  |
| Slovaquie (IFPI Singles Digitál)        | 1                  |
| Suède (Sverigetopplistan)               | 11                 |
| Suisse (Schweizer Hitparade)            | 4                  |
| Tchéquie (IFPI Rádio)                   | 3                  |
| Tchéquie (IFPI Singles Digitál)         | 1                  |
| Ukraine (Tophit Radio Top 100)          | 6                  |

| Classement (2020)                       | Position |
| --------------------------------------- | -------- |
| CEI (Tophit)                            | 114      |
| États-Unis (Hot Dance/Electronic Songs) | 94       |
| Pays-Bas (Nederlandse Top 40)           | 34       |
| Pays-Bas (Single Top 100)               | 71       |
| Russie (Tophit)                         | 115      |

### Certifications
| Pays                                                                       | Certification | Ventes  |
| -------------------------------------------------------------------------- | ------------- | ------- |
| Canada (Music Canada)                                                      | Or            | 40 000‡ |
| xNon précisé par la certification ‡ventes/streaming selon la certification |               |         |

## Historique de sortie
| Pays   | Date              | Format                       | Label                        | Réf.  |
| ------ | ----------------- | ---------------------------- | ---------------------------- | ----- |
| Divers | 25 septembre 2020 | - Téléchargement - streaming | - Musical Freedom - Atlantic | [ 7 ] |